# Gjergj Fishta
Gjergj Fishta (ur. 23 października 1871 w miejscowości Zadrima, zm. 30 grudnia 1940 w Szkodrze) – albański poeta i tłumacz, działacz niepodległościowy, ksiądz katolicki.

## Życiorys
Fishta był franciszkaninem. Podczas studiów filozoficznych i teologicznych, które odbywał w Bośni, zaprzyjaźnił się m.in. z wybitnym chorwackim poetą Silvije Kranjčeviciem. Przyjaźń ta zaowocowała rozbudzeniem literackich ambicji Fishty i zainteresowaniem własnym językiem i tradycją literacką.
Po powrocie do Albanii wykładał w seminarium w Troshanie, a następnie podjął obowiązki proboszcza w Gomsiqe. Od 1902 Fishta zajmował stanowisko dyrektora szkoły franciszkańskiej w Szkodrze. Zarówno poprzez swą pracę jako nauczyciel, jak również poprzez swe dzieła literackie Fishta miał ogromny wpływ na rozwój albańskiego języka literackiego w jego gegijskiej (północnoalbańskiej) formie.
W roku 1908 przewodniczył kongresowi w Monastir, gdzie przedstawił własną propozycję ujednolicenia alfabetu albańskiego. Działalność literacką rozpoczął w wydawanym przez Faika Konicę piśmie „Albania”.
Od 1913 wydawał pismo „Hylli i Dritës” (Gwiazda światła), zajmujące się głównie tematyką literacką, ale także folklorem, polityką i historią.
Pismo z przerwami ukazywało się aż do 1944, tj. do czasu objęcia władzy w Albanii przez komunistów, stając się bardzo ważnym i wpływowym elementem krajobrazu kulturalnego północnej Albanii okresu międzywojnia.
Do najważniejszych dzieł Fishty należy poemat Lahuta e malcís (Górskie Gęśle), wyd. w Szkodrze w 1937, będący obszerną panoramą społeczeństwa albańskiego w przededniu odzyskania niepodległości. Nazywany „albańską Iliadą” poemat ten jest zaliczany do najwybitniejszych dzieł literatury albańskiej. Był także tłumaczem, przetłumaczył na język albański m.in. utwory Moliera.
W latach 1919–1931 prowadził aktywną działalność polityczną. Był w składzie delegacji albańskiej na konferencji wersalskiej. W latach 1920–1924 zasiadał w parlamencie albańskim jako deputowany. W latach 1930–1931 reprezentował Albanię na konferencjach państw bałkańskich. Po przejęciu władzy przez komunistów Fishtę uznano za kolaboranta, współpracującego z okupantem włoskim, a jego zwłoki usunięto z grobu. Odnaleziono je dopiero podczas renowacji kościoła franciszkańskiego w Szkodrze. Ponowny pogrzeb odbył się w grudniu 1996 roku. W 2002 został odznaczony pośmiertnie Orderem Honor Narodu (Nderi i Kombit).